# Новогвинейская белоглазка
Новогвинейская белоглазка (лат. Zosterops novaeguineae) — вид воробьиных птиц из семейства белоглазковых (Zosteropidae). Выделяют 6 подвидов.

## Распространение
Обитают на островах Ару и на Новой Гвинее.

## Описание
Длина тела 11 см, масса 11—13,5 г. У представителей номинативного подвида довольно узкое глазное кольцо. Верхняя часть головы и верхние части тела тёмно-желтовато-оливково-зелёные. Горло, верх грудки и подхвостье жёлтые. Нижние части тела сатиново-белые.

## Биология
В содержимом желудков находили пауков (Araneae), насекомых, фрукты и семена. Посещают фиговые деревья (Ficus) и цветущие деревья Rhus taitensis.
В кладке два очень бледно-голубых яйца.
Возможно, ведут кочевой образ жизни, так как в некоторых частях ареала часть года отсутствуют.

## Охранный статус
МСОП присвоил виду охранный статус «Вызывающие наименьшие опасения» (LC).